# Discocactus piscibarbarus
Discocactus piscibarbarus es una especie de planta suculenta perteneciente al género Discocactus, dentro de la familia Cactaceae. Es endémica del sudeste de Brasil (concretamente del estado de Minas Gerais).

## Descripción
Discocactus piscibarbarus es una especie de cactus pequeño que crece de forma solitaria y tiene forma de discoide. Los tallos miden hasta 5 cm de alto (sin contar el cefalio) y de 10 a 14 cm de diámetro. Tienen la epidermis de color verde oscuro y sus raíces son ramificadas.
Presenta de 11 a 18 costillas bajas y redondeadas, con senos sinuados. Miden de 1,8 a 2,5 cm de ancho y se encuentran más o menos divididas en tubérculos. Sobre ellos se asientan areolas ovaladas de 6 mm de largo y 4 mm de ancho, separadas unas de otras de 1,2 a 2,2 cm. Aparecen cubiertas de felpa blanca en su juventud, aunque se quedan calvas con la edad.
Las espinas son inicialmente negras. Miden de 1,5 a 2,5 cm de largo y hasta 1 mm de ancho. Son muy delgadas y recurvadas, y no quedan muy adheridas al tallo. Suelen poseer una única espina central (que puede faltar) y de 5 a 11 espinas radiales.
En el ápice de las planta adultas se forma una estructura lanosa llamada cefalio, el cual mide hasta 4 cm de altura y de 4,5 a 6 cm de diámetro. Está compuesto por lana blanca intercalada con espinas flexibles negras exsertas de hasta 4 cm de largo. Esta estructura protege el extremo apical más sensible de la planta, tanto de las incidencias del frío nocturno como de las radiaciones ultravioletas demasiado intensas. Además, se cree que este cefalio tiene una función de atracción de polinizadores, ya que incluso antes de aparecer las flores suelen ser muy vistosos.
Las flores, solitarias o en grupos pequeños, son blancas, de aroma dulce (fragantes) y tienen forma de embudo. Surgen en el borde del cefalio, se abren por la noche y son polinizadas por polillas. Miden hasta 7 cm de largo y unos 5,5 cm de diámetro. Su pericarpelo (ovario) no tiene pelos y mide unos 6 mm de largo y 4 mm de ancho. El tubo floral (receptáculo) mide hasta 6,5 cm de largo y de 0,4 a 0,6 cm de ancho, es gradualmente ensanchado, externamente de color marrón rosado en la parte inferior, blanco en la superior y con los dos tercios superiores cubiertos de escamas lineales de color marrón verdoso claro. Los segmentos del perianto son muy numerosos, lineales, de color blanco y de aproximadamente 2,5 cm de largo y 0,4 cm de ancho. Los estambres aparecen insertados en la mitad superior.
Los frutos son de color blanco con el ápice rojizo, tienen forma claviforme y miden hasta 3 cm de largo. Cuando están maduros se abren longitudinalmente y conservan restos florales persistentes. Miden hasta 3,5 cm de largo y unos 0,5 cm de ancho. En su interior contienen semillas negras brillantes ligeramente ensanchadas hacia el hilium. Miden 1,8 mm de largo y aproximadamente 1,5 mm de ancho, y las paredes periclinales de las células de la testa aparecen fuertemente convexas.

## Distribución y hábitat
El área de distribución nativa de esta especie es el sudeste de Brasil (concretamente del estado de Minas Gerais), y crece principalmente en el bioma tropical estacionalmente seco.
Normalmente habita en suelos de grava expuesta ricos en hierro, conocidos localmente como «canga», aunque también prospera sobre sustratos cuarcíticos.

## Taxonomía
Discocactus piscibarbarus fue descrita por los botánicos Nigel Paul Taylor y Gerardus Olsthoorn y publicada por primera vez en la revista científica Bradleya 41: 134  26: 2 en 1975.
Etimología
- Discocactus: nombre genérico formado a partir de las palabras griegas diskos (que significa 'disco', en el sentido de 'plano') y kaktos (que significa 'cardo' o 'planta espinosa'), haciendo referencia al carácter discoidal y aplanado de la mayoría de sus especies.[4]
- piscibarbarus: epíteto específico formado a partir de las palabras latinas piscis (que significa 'pez') y barbarus (que significa 'salvaje', 'extranjero' o 'bárbaro'), en alusión a su morfología.[5]

## Estado de conservación
Las principales amenazas que sufre la especie se deben al deterioro y destrucción del hábitat por efecto de la minería del hierro, puesto que la planta suele crecer sobre rocas ferrosas.

## Usos
Se cultiva raramente como planta ornamental y su propagación se realiza normalmente a través de semillas o injertos.